# Мереф'янська волость
Мереф'янская волость — адміністративно-територіальна одиниця Харківського повіту Харківської губернії.
На 1862 рік до складу волості входили:
- слобода Мерефа;
- хутір Горбовський;
- хутір Сіларний;
- хутір Кірюшевський;
- хутір Хаменківський;
- хутір Верхньо-Озерянський;
- слобода Озерянка;
- слобода Артемівка;
- хутір Іржанець;
- хутір Комарівка;
- слобода Островерхівка;
- село Тростне;
- слобода Аксютівка;
- хутір Тимченків;
- хутір Кондратенків;
- хутір Колісників;
- хутір Сидорин;
- хутір Поминайків;

Найбільші поселення волості станом на 1914 рік:
- слобода Мерефа — 7950 мешканців.
- село Островерхівка — 2980 мешканців.
- село Артемівка — 2690 мешканців.
- село Комарівка — 2240 мешканців.

Старшиною волості був Сергієнко Кирило Антонович, волосним писарем — Каланчик Антон Іванович, головою волосного суду — Кривочиля Мусій Михайлович.